# Amicale sportive muretaine (féminines)
Maillots
La section féminine de l'Amicale sportive muretaine est un club de football féminin français basé à Muret.
Les Muretaines atteignent pour la première fois de leur histoire la Division 1 en 1980, après avoir passé plusieurs saisons au sein de la Ligue du Midi-Pyrénées. Présentent sans pour autant pouvant disputer le titre aux meilleures équipes françaises, elles vont redescendre en à la fin des années 1980, après dix saisons au plus haut niveau. Il va falloir attendre 28 ans pour retrouver une équipe muretaine dans les divisions supérieures du championnat lorsqu'elle montent en Division 2 en 2008, puis lors de leur montée en première division en 2011. Cependant, le club n'arrive pas à relever ce nouveau défi et redescend dans la foulée en deuxième division.
L'équipe fanion du club évolue en Division d'Honneur de la Ligue de Midi-Pyrénées de football après sa relégation à l'issue de la saison précédente et évolue au stade Clément Ader.

## Histoire

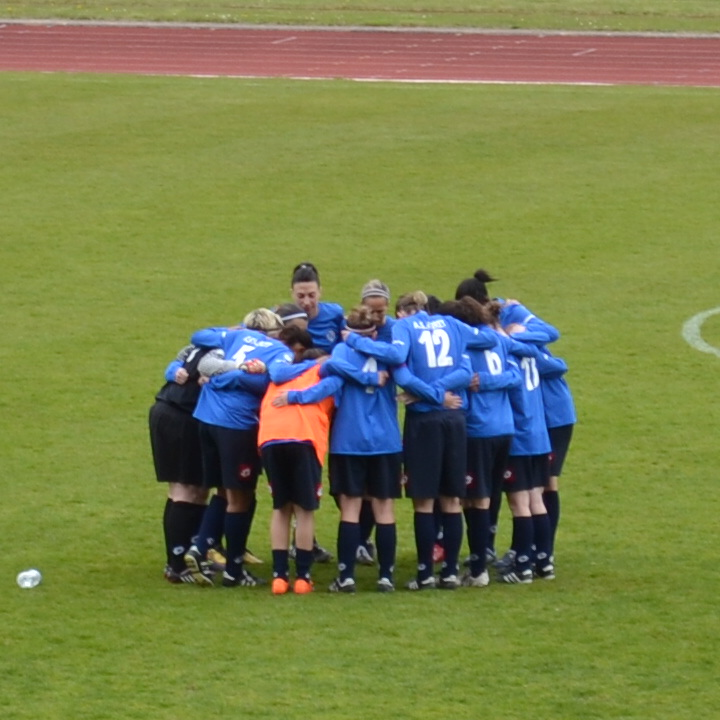
Solidarité avant le match contre le FCF Juvisy 8 avril 2012

Après avoir évolué pendant trois saisons en Division 2 à la suite de leur deuxième place du tournoi final de Division 3 en 2008, les murétaines obtiennent leur promotion en Division 1 non sans mal lors de la saison 2010-2011 en terminant à la première place de leur groupe de seconde division.

## Palmarès
Le tableau suivant liste le palmarès du club actualisé à l'issue de la saison 2011-2012 dans les différentes compétitions officielles au niveau national et régional.
| Compétitions nationales                                       | Équipes de jeunes           |
| - Championnat de France de D2 - Vainqueur du groupe C : 2011. | Votre aide est la bienvenue |

## Bilan saison par saison
Le tableau suivant retrace le parcours du club depuis la création du championnat de Division 1 sous la dénomination d’ASF Muret, dans les années 1980, d’ASF Muret-Blama, lors de la saison 1987-1988, puis d’AS Muretaine depuis les années 2000.
| Édition   | Division 1   | Division 2             | Division 3                   | Coupe de France   |
| 1974-1980 | ...          | Championnat inexistant | Championnat inexistant       | Coupe inexistante |
| 1980-1981 | Premier Tour | Championnat inexistant | Championnat inexistant       | Coupe inexistante |
| 1981-1982 | Premier Tour | Championnat inexistant | Championnat inexistant       | Coupe inexistante |
| 1982-1983 | 2e (Gr. C)   |                        | Championnat inexistant       | Coupe inexistante |
| 1983-1984 | Demi-finale  |                        | Championnat inexistant       | Coupe inexistante |
| 1984-1985 | 2e (Gr. B)   |                        | Championnat inexistant       | Coupe inexistante |
| 1985-1986 | 2e (Gr. C)   |                        | Championnat inexistant       | Coupe inexistante |
| 1986-1987 | 3e (Gr. D)   | Championnat inexistant | Championnat inexistant       | Coupe inexistante |
| 1987-1988 | 8e (Gr. B)   | Championnat inexistant | Championnat inexistant       | Coupe inexistante |
| 1988-1989 | 8e (Gr. B)   | Championnat inexistant | Championnat inexistant       | Coupe inexistante |
| 1989-1990 | 10e (Gr. A)  |                        | Championnat inexistant       | Coupe inexistante |
| 1990-2001 | -            | ...                    | Championnat inexistant       | Coupe inexistante |
| 2001-2002 | -            | -                      | Championnat inexistant       | non connu         |
| 2002-2003 | -            | -                      | -                            | non connu         |
| 2003-2004 | -            | -                      | 5e (Gr. D)                   | non connu         |
| 2004-2005 | -            | -                      | 10e (Gr. C)                  | non connu         |
| 2005-2006 | -            | -                      | -                            | 16e de finale     |
| 2006-2007 | -            | -                      | -                            | 8e de finale      |
| 2007-2008 | -            | -                      | 3e (Gr. C) 2e (Tour final 2) | 1/4 de finale     |
| 2008-2009 | -            | 10e (Gr. A)            | -                            | 16e de finale     |
| 2009-2010 | -            | 2e (Gr. A)             | -                            | 8e de finale      |
| 2010-2011 | -            | 1er (Gr. C)            | Championnat inexistant       | 32e de finale     |
| 2011-2012 | 12e          | -                      | Championnat inexistant       | 32e de finale     |
| 2012-2013 | -            | 1er (Gr. C)            | Championnat inexistant       | 32e de finale     |
| 2013-2014 | 12e          | -                      | Championnat inexistant       | 16e de finale     |
| 2014-2015 | -            | 11e (Gr. C)            | Championnat inexistant       | 16e de finale     |
| 2015-2016 | -            | -                      | DH (en cours)                | 1er tour          |